# Biblical Archaeology Review
Biblical Archaeology Review es una revista trimestral a la que a veces se hace referencia como BAR que busca conectar el estudio académico de la arqueología con una audiencia general amplia que busca comprender el mundo de la Biblia, el Cercano Oriente y el Medio Oriente (Syro-Palestine and the Levant ). Desde su primer número en 1975, Biblical Archaeology Review ha cubierto los últimos descubrimientos y controversias en la arqueología de Israel, Turquía, Jordania y las regiones circundantes, así como los conocimientos académicos más recientes tanto de la Biblia hebrea como del Nuevo Testamento. La revista es publicada por la Sociedad de Arqueología Bíblica no sectaria y sin fines de lucro y el editor Robert Cargill.
Desde su fundación en 1975 hasta 2017, el editor en jefe fue Hershel Shanks. Después de la jubilación de Shanks a finales de 2017, Robert R. Cargill fue seleccionado para ser el editor de la publicación.
La sociedad también publicó Bible Review (1985-2005) y Archaeology Odyssey, que se fusionaron con Biblical Archaeology Review después de 2005.
Recepción
Según el erudito bíblico Jim West, BAR es demasiado crítico con la escuela minimalista de erudición bíblica y critica la venta de antigüedades en su sitio web. Por otro lado, West también señala que BAR hace un trabajo exitoso al conectar el estudio académico de la arqueología con una audiencia general y señala que los contribuyentes a sus publicaciones a menudo incluyen académicos reconocidos y creíbles en los campos que describen, como David Ussishkin , Ronald Hendel, Kenneth Kitchen y otros, además de proporcionar excelentes ilustraciones de los artefactos y sitios arqueológicos sobre los que informan.